# Страсбурзький собор
Стра́сбурзький собо́р (фр. Cathédrale Notre-Dame-de-Strasbourg, нім. Liebfrauenmünster zu Straßburg) — катедральний собор Римсько-католицької церкви в місті Страсбург, Франція, одна з найвищих церковних споруд, висота якої сягає 142 м.

## Будівництво
Перші дерев'яні церкви на місці сьогоднішнього Собору зводилися ще наприкінці IV століття. Першу було побудовано за ініціативою Святого Арбогаста, єпископа Страсбурга. Ймовірно ця церква була зруйнована в часи громадянських війн епохи Меровінгів. Новий храм побудовано за короля Карла I Великого на прохання єпископа страсбурзького Ремі. Цю церкву було пошкоджено за часів розбрату династії Каролингів, а в 1007 році вона остаточно згоріла.
Перший кам'яний собор вирішив побудувати впливовий єпископ Вернер I Габсбург. За його наказом будівництво розпочалося в 1015 році. Він був побудований у романському стилі. Цей собор згорів у 1176 році, залишилися лише деякі частини, найкраще збереглися крипта та частина хорів.
У 1176 єпископ Генріх фон Ґазенбург вирішив відновити собор, намагаючись перевершити собор у Базелі. Спочатку до 1190 року було відбудована частину хорів у романському стилі, потім апсиду й трансепт у так званому перехідному стилі. З 1225 року над відновленням собору працювали майстри з Шартру. Вони знесли частину нави в романському стилі, що збереглася[що?]. Після цього розпочали будову в готичному стилі. При цьому як матеріал використовувався червоний пісковик. З 1250 до 1275 року були здійснені роботи зі зведення головного нефу в стилі французької готики. З огляду на те, що будівництво вимагало чималих коштів, у 1253 році єпископ вдався до індульгенції. Вплив шартрських майстрів відчувається в скульптурах, зокрема «Стовп ангелів», «Страшний Суд».
У 1270 році розпочато зведення західного фасаду з тисячами фігур, що зрештою став шедевром готичної епохи. Спочатку планувалося звести 2 вежі. У 1399 році це було доручено архітектору Ульріху фон Енсінґену. Втім, вдалося побудувати лише північну в 1419—1439 роках. За проектом Йогана Гюльца з Кельна було створено ажурний шпиль. Відомим майстром Ервіном фон Штайнбахом у 1277 році на замовлення єпископа Конрада III Ліхтенберга зроблено кругле вікно діаметром 15 м, так звана «Чудова троянда». Вона та менші вікна прикрашені ажурним плетінням. Водночас розміщені чудові скульптури на південному романському порталі.

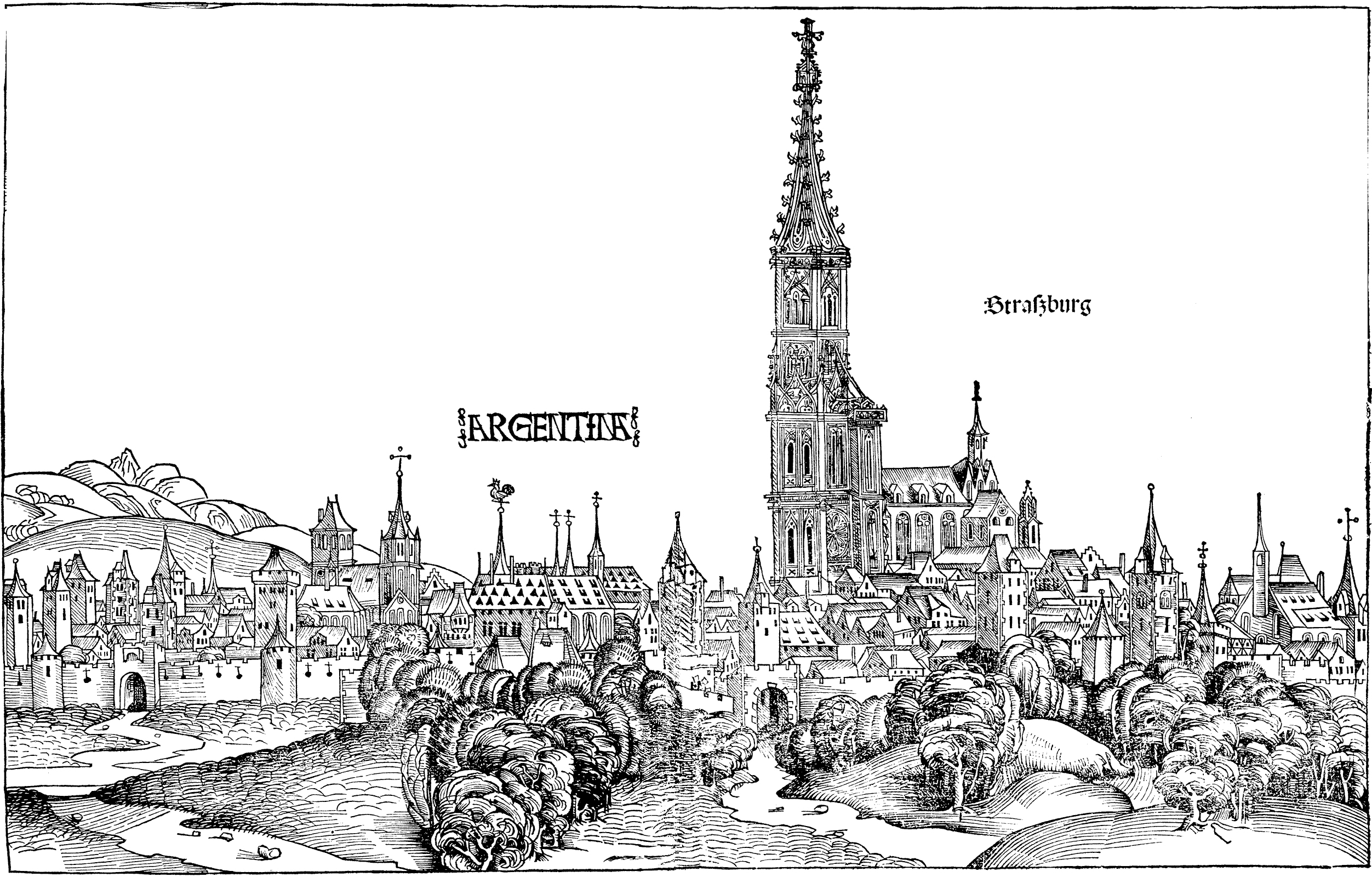
Страсбурзький собор у 1493 році

У 1439 році будівництво Страсбурзького собору було завершено. У 1353 році встановлено годинник, який було замінено в 1574 році (див. Конрад Дасиподій). У 1682 році було розширено хори. У 1772—1778 роках архітектором Йозефом Массолом було добудовано галереї навколо собору в неоготичному стилі. У 1832 році було встановлено астрономічний годинник замість колишнього, який зламався в 1789 році. Новий показує орбіти Землі, Місяця й планет від Меркурія до Сатурна. Особливістю є механізм, що завершує один повний оберт у новорічну ніч та обчислює дату для тих свят, дати яких змінюються з року в рік. Найповільніша частина годинника вказує прецесію земної осі — один оберт займає 25.800 років.

## Історія
Значний час Страсбурзький собор належав римо-католицький церкві. Втім згодом Страсбург отримує статус вільного імперського міста. Влада католицького єпископа сходить нанівець за часів реформації. У 1524 році місцевий магістрат приймає ухвали про перехід у протестантизм й передачу собору лютеранам. Собор залишався протестантським храмом до 1681 року, доки король Людовик XIV не захопив Страсбург. 23 жовтня того ж року собор було повернуто католицькому єпископу Францові Егону Фюрстенбергу. У подальшому собор декілька разів було пошкоджено за часів Великої французької революції, франко-пруської війни 1870—1871 років, Першої й Другої світових війн. Втім, Страсбурзький собор вдалося відреставрувати.
Вважався найвищою церковною спорудою з 1647 (коли згорів шпиль церкви Святої Марії в Штральзунді) до 1874 року, коли побудовано церкву Святого Миколая в Гамбурзі.

## Розміри
- Загальна довжина: 112 м
- Внутрішня довжина: 103 м
- Внутрішня висота центрального нефа: 32 м
- Внутрішня ширина нефа: 16 м
- Внутрішня висота проходу: 19 м
- Ширина західного фасаду: 51,5 м
- Висота західного фасаду: 66 м
- Діаметр розетки фасаду: 13,6 м
- Висота башти: 58 м
- Висота північної вежі: 142 м